# たくのみ。
『たくのみ。』は、火野遥人による日本の漫画作品。小学館の漫画配信サイト『裏サンデー』にて2015年8月19日より連載を開始したのちに小学館のコミックアプリ『マンガワン』にて裏サンデーに先駆けて配信されるようになり、2018年5月11日に配信した第71話での完結を経て、同年6月1日に配信した番外編を最後に配信を終了した。
上京してきた主人公が、女性専用のシェアハウスで職種も年齢も異なる住人たちと共同生活を送りながら宅飲みを楽しむ様子を描く。

## 登場人物

### 「ステラハウス春野」の住人
天月 みちる（あまつき みちる）
声 - 今村彩夏
主人公。誕生日は3月5日。初登場時20歳。B型。地元の岡山から東京のベンチャー企業の営業職に転職を果たし、シェアハウス「ステラハウス春野」の101号室に入居する。東京に住むにあたり、「東京人らしくなる」ことに熱意を抱いているが、偏った思考が多い。当初は酒の種類や雑学にうとかったが、直たちの影響で知っていく。その一方、成人してから両親の晩酌の相手をしており、酒にはかなり強い。
桐山 直（きりやま なお）
声 - 安済知佳
真の姉で、201号室に住むアパレル業で働く女性。誕生日は8月28日。初登場時26歳。AB型。北海道出身。好きな酒はビール。明るい性格で社交的。飲兵衛で、さまざまな酒の種類から飲み方、製法、雑学まで精通している。
桐山 真（きりやま まこと）
声 - 内田真礼
直の妹で、203号室に住む大学3年生。誕生日は6月24日。初登場時21歳。AB型。好きな酒は甘めのカクテル。一見するとクールビューティーだが、根は優しく姉思い。上京してまもなくひったくりに遭ったみちるを助け、同居すると知って親交を深める。大学卒業後は酒類メーカーへ就職する。
緑川 香枝（みどりかわ かえ）
声 - 小松未可子
204号室の住人であるウェディングプランナー。誕生日は5月12日。初登場時27歳。O型。好きな酒はワイン。スタイルが良く、料理などの家事スキルも高いが、男運に恵まれていない。
森山 りんご（もりやま りんご）
第71話と番外編に登場する大学生。青森県出身。誕生日は10月7日。初登場時20歳。O型。父の仕事の都合で東京へ上京し、みちると同じ時期だったその当時は高校生だった。お酒は何でも飲める。大学生になってからは元々1人暮らしだったが、1人でいると怖いのと隣から物音が気にすると理由でステラハウス春野102号室に入居する。

### その他
花森 千歳（はなもり ちとせ）
声 - 安野希世乃
みちるの職場の先輩。のちに香枝と高校の同級生だったことが判明し、ステラハウス春野に出入りするようになる。
社長
声 - 飛田展男
みちるが働いている会社の社長。部下への信頼は厚くやさしい性格。名前不詳。
尾木 礼子（おぎ れいこ）
みちるが教育係を務めた会社の後輩。大卒のため、みちるより年上。人見知りで配属当初は協調性に欠けていたが、みちるや直のサポートもあって次第に改善していく。
みちるの母
声 - 仲村かおり
みちるの母で、下の名前は不明。
春野 蝶子（はるの ちょうこ）
逝去したステラハウス春野の大家の孫娘で、大手製薬会社の社長令嬢。職業は看護師。誕生日は12月5日。初登場時20歳。B型。当初は祖母の形見であるステラハウス春野から住人を追い出そうとするが、次第にみちるたちと交流を深めていく。
清水 純（しみず じゅん）
第38話で初登場。桐山家の父方のいとこで初の母。初登場時30歳。年末年始の時期に桐山家の親戚が集まる宴会で初と一緒に連れて来る。東京に用事がある時にも初を連れて行くようになり、ステラハウスの住人である直や真に初を面倒見るよう預けることがある。
清水 初（しみず はじめ）
第38話で初登場。桐山家の父方のいとこに当たる純の娘。初登場時5歳。幼少期の真と似ている。桐山家の宴会で純と一緒に連れて来るようになり、直と真を懐く。第42話の東京観光でみちると初対面を果たしてから次第に懐くもお姫様抱っこされ、みちるを王子様として認識するようになる。

## 書誌情報
- 火野遥人 『たくのみ。』 小学館 〈裏少年サンデーコミックス〉、全7巻
  1. 2015年12月23日発行（2015年12月18日発売[3]）、ISBN 978-4-09-126685-9
  2. 2016年6月22日発行（2016年6月17日発売[4]）、ISBN 978-4-09-127309-3
  3. 2016年12月17日発行（2016年12月12日発売[5]）、ISBN 978-4-09-127462-5
  4. 2017年8月15日発行（2017年8月10日発売[6]）、ISBN 978-4-09-127745-9
  5. 2017年12月24日発行（2017年12月19日発売[7]）、ISBN 978-4-09-128055-8
  6. 2018年2月21日発行（2018年2月16日発売[8]）、ISBN 978-4-09-128206-4
  7. 2018年7月17日発行（2018年7月12日発売[9]）、ISBN 978-4-09-128420-4

## テレビアニメ
2018年1月から同年3月までTBSテレビほかにて15分枠で放送された。飲酒を題材としているため、番組冒頭では未成年の飲酒禁止の呼びかけや、登場キャラクターが全員20歳以上であることなどを強調している。また、エンディングではその回に登場した実在の酒類のメーカーが表記されている。なお、内容はほぼ原作どおり。
放送枠は、本作と同じ小学館系列の連載作品『だがしかし2』との連続になっている。放送開始前の2017年12月27日には新宿バルト9にて『だがしかし2』との合同先行上映会が開催されたほか、放送開始後の第9話では同作からヒロインの枝垂ほたる（声 - 竹達彩奈）が回想シーンに登場する、みちるがほたるの口癖を真似するなどのコラボレーションが行なわれている。
アニメーション制作のプロダクションアイムズは放送から半年後に破産したため、本作が事実上の最終作となった。また、みちる役の今村彩夏は放送終了の3ヶ月後に芸能界を引退し 、本作が最後のレギュラー出演となった。

### スタッフ
- 原作 - 火野遥人[10]
- 監督 - 小林智樹[10]
- シリーズ構成・脚本 - 高山カツヒコ[11]
- キャラクターデザイン - 小林真平[10]
- 美術 - イマジネット[11]
- 美術監督 - 松本克樹[11]
- 色彩設計 - 松山愛子[11]
- 撮影監督 - 田中浩介[11]
- 3DCGディレクター - 渡辺哲也
- 編集 - 宇都宮正記[11]
- 音響監督 - 濱野高年[10]
- 音響会社 - マジックカプセル[10]
- 音楽 - 鈴木真人[10]
- 音楽制作 - ポニーキャニオン[10]
- 音楽プロデューサー - 横尾勇亮
- プロデューサー - 阿蘇博、寺田悠輔、知久敦、中目孝昭、大橋智之、吉川敦史、鶴田紀章、松嵜義之
- アニメーションプロデューサー - 黄樹弐悠
- アニメーション制作 - プロダクションアイムズ[10]
- 製作協力 - ポニーキャニオン、小学館、日音、U-NEXT、レイ、LAWSON、プロダクションアイムズ
- 製作 - 「たくのみ。」製作委員会、TBS

### 主題歌
「aventure bleu」
オープニングテーマ。作詞はmeg rock、作曲・編曲はRasmus Faber、歌は内田真礼。
「ストイックにデトックス」
エンディングテーマ。作詞・作曲・歌はましのみ、編曲は横山裕章。

### 各話リスト
| 話数 | サブタイトル         | 絵コンテ     | 演出       | 作画監督                              | 総作画監督        |
| ---- | -------------------- | ------------ | ---------- | ------------------------------------- | ----------------- |
| 1話  | エビスビール         | 小林智樹     | 石倉礼     | 久松沙紀                              | 小林真平          |
| 2話  | 焼酎ハイボール       | 島津裕行     | 安藤貴史   | 森田実                                | 宮井加奈          |
| 3話  | 水曜日のネコ         | 小川優樹     | 戸澤俊太郎 | 今田茜                                | 小林真平          |
| 4話  | 氷結                 | 小林智樹     | 阿部雅司   | 藤田正幸                              | 宮井加奈          |
| 5話  | キティ               | ひのたかふみ | 安藤貴史   | 萩尾圭太                              | 小林真平          |
| 6話  | 獺祭                 | 島津裕行     | 池田智美   | 中俣由貴乃                            | 宮井加奈          |
| 7話  | カルーア             | 石倉礼       | 石倉礼     | 細田沙織、小野和寛 藤田正幸、岩田竜治 | 小林真平          |
| 8話  | 角瓶                 | 川面真也     | 東海林真一 | 森田実                                | 宮井加奈          |
| 9話  | 男梅サワー           | 小林智樹     | 安藤貴史   | 藤田正幸                              | 小林真平          |
| 10話 | オリオンビール       | 島津裕行     | 池田智美   | 中俣由貴乃                            | 宮井加奈          |
| 11話 | 大七                 | 島津裕行     | 阿部雅司   | 今田茜、和田伸一                      | 宮井加奈 萩尾圭太 |
| 12話 | アサヒスーパードライ | 小林智樹     | 小林智樹   | 花上将吾                              | 小林真平          |

### 放送局
| 放送期間                            | 放送時間                     | 放送局         | 対象地域   | 備考                      |
| ----------------------------------- | ---------------------------- | -------------- | ---------- | ------------------------- |
| 2018年1月12日 - 3月30日             | 金曜 2:43 - 2:58（木曜深夜） | TBSテレビ      | 関東広域圏 | 製作局 / 字幕放送         |
|                                     | 金曜 23:45 - 土曜 0:00       | サンテレビ     | 兵庫県     |                           |
| 2018年1月14日 - 4月1日              | 日曜 1:45 - 2:00（土曜深夜） | BS-TBS         | 日本全域   | BS放送                    |
| 2018年1月15日 - 4月2日              | 月曜 1:45 - 2:00（日曜深夜） | TBSチャンネル1 | 日本全域   | CS放送 / リピート放送あり |
| 全局『だがしかし2』とのセット放送。 |                              |                |            |                           |

| 配信期間                | 配信時間           | 配信サイト                                                                                    |
| ----------------------- | ------------------ | --------------------------------------------------------------------------------------------- |
| 2018年1月12日 - 3月30日 | 金曜 12:00 更新    | U-NEXT アニメ放題                                                                             |
| 2018年1月15日 - 4月2日  | 月曜 12:00 更新    | dTV dアニメストア GYAO! Amazonプライム・ビデオ Rakuten TV ビデオマーケット ニコニコチャンネル |
|                         | 月曜 22:15 - 22:30 | ニコニコ生放送                                                                                |
| 2018年1月16日 - 4月3日  | 火曜 0:00 更新     | ビデオパス                                                                                    |

### BD / DVD
| 巻 | 発売日        | 収録話         | 規格品番   | 規格品番   |
| 巻 | 発売日        | 収録話         | BD         | DVD        |
| -- | ------------- | -------------- | ---------- | ---------- |
| 上 | 2018年3月21日 | 第1話 - 第6話  | PCXP-50581 |            |
| 1  | 2018年3月21日 | 第1話 - 第4話  |            | PCBP-53881 |
| 2  | 2018年4月18日 | 第5話 - 第8話  | PCBP-53882 |            |
| 下 | 2018年5月2日  | 第7話 - 第12話 | PCXP-50582 |            |
| 3  | 2018年5月16日 | 第9話 - 第12話 |            | PCBP-53883 |

| TBS 金曜2:28 - 2:58（木曜深夜）枠                                                | TBS 金曜2:28 - 2:58（木曜深夜）枠                                         | TBS 金曜2:28 - 2:58（木曜深夜）枠                                                     |
| 前番組                                                                           | 番組名                                                                    | 次番組                                                                                |
| -------------------------------------------------------------------------------- | ------------------------------------------------------------------------- | ------------------------------------------------------------------------------------- |
| 中二病でも恋がしたい! （2017年10月6日 - 12月22日） - 自社製作UHFアニメ、代替番組 | だがしかし2 / たくのみ。 【ここまでアニメ枠】 （2018年1月12日 - 3月30日） | イベントGO ※ 2時28分 - 2時35分カイモノラボ 【ここから通販番組枠】 ※ 2時35分 - 3時45分 |